# Liste des députés européens du Royaume-Uni de la 8e législature

## Liste
Cet article présente la liste des 73 députés européens du Royaume-Uni élus lors des élections européennes de 2014 au Royaume-Uni.
| Nom                                               | Circonscription          | Parti | Parti                                                | Groupe                                       | Naissance          | Lieu                    | Photo |
| ------------------------------------------------- | ------------------------ | ----- | ---------------------------------------------------- | -------------------------------------------- | ------------------ | ----------------------- | ----- |
| Stuart Agnew                                      | Angleterre de l'Est      |       | UKIP                                                 | ELDD                                         | 30 août 1949       | Norwich                 |       |
| Tim Aker                                          | Angleterre de l'Est      |       | UKIP                                                 | ELDD                                         | 23 mai 1985        | Thurrock                |       |
| Lucy Anderson                                     | Londres                  |       | Labour                                               | S&D                                          | 2 juin 1965        | Silchester              |       |
| Jonathan Arnott                                   | Angleterre du Nord-Est   |       | UKIP                                                 | ELDD                                         | 12 janvier 1981    | Sheffield               |       |
| Richard Ashworth                                  | Angleterre du Sud-Est    |       | Conservateurs                                        | CRE (2014-2018) PPE (depuis mars 2018)       | 17 septembre 1947  | Folkestone              |       |
| Janice Atkinson                                   | Angleterre du Sud-Est    |       | UKIP (2014-2015) Indépendante (depuis 2015)          | ELDD (2014-juin 2015) ENL (depuis juin 2015) | 31 août 1962       | Londres                 |       |
| Amjad Bashir                                      | Yorkshire-et-Humber      |       | UKIP (2014-2015) Conservateurs (depuis janvier 2015) | ELDD (2014-2015) CRE (depuis janvier 2015)   | 17 septembre 1952  | Jhelum                  |       |
| Gerard Batten                                     | Londres                  |       | UKIP                                                 | ELDD                                         | 27 mars 1954       | Londres                 |       |
| Catherine Bearder                                 | Angleterre du Sud-Est    |       | LibDem                                               | ADLE                                         | 14 janvier 1949    | Broxbourne              |       |
| Louise Bours                                      | Angleterre du Nord-Ouest |       | UKIP                                                 | ELDD                                         | 23 décembre 1968   | Congleton               |       |
| Philip Bradbourn Démission le 20 décembre 2014    | Midlands de l'Ouest      |       | Conservateurs                                        | CRE                                          | 9 août 1951        | Tipton                  |       |
| Daniel Dalton À partir du 8 janvier 2015          | Midlands de l'Ouest      |       | Conservateurs                                        | CRE                                          | 31 janvier 1974    | Oxford                  |       |
| Paul Brannen                                      | Angleterre du Nord-Est   |       | Labour                                               | S&D                                          | 13 septembre 1962  | Peterborough            |       |
| David Campbell Bannerman                          | Angleterre de l'Est      |       | Conservateurs                                        | CRE                                          | 28 mai 1960        | Bombay                  |       |
| James Carver                                      | Midlands de l'Ouest      |       | UKIP                                                 | ELDD                                         | 15 août 1969       | Drapeau de l'Angleterre |       |
| David Coburn                                      | Écosse                   |       | UKIP                                                 | ELDD                                         | 11 février 1958    | Glasgow                 |       |
| Jane Collins                                      | Yorkshire-et-Humber      |       | UKIP                                                 | ELDD                                         | 17 février 1962    | Pontefract              |       |
| Richard Corbett                                   | Yorkshire-et-Humber      |       | Labour                                               | S&D                                          | 6 janvier 1955     | Southport               |       |
| Seb Dance                                         | Londres                  |       | Labour                                               | S&D                                          | 1er décembre 1981  | Londres                 |       |
| Nirj Deva                                         | Angleterre du Sud-Est    |       | Conservateurs                                        | CRE                                          | 11 mai 1948        | Colombo                 |       |
| Anneliese Dodds Démission le 8 juin 2017          | Angleterre du Sud-Est    |       | Labour                                               | S&D                                          | 16 mars 1978       | Aberdeen                |       |
| John Howarth À partir du 30 juin 2017             | Angleterre du Sud-Est    |       | Labour                                               | S&D                                          | 31 octobre 1958    | Newcastle upon Tyne     |       |
| Ian Duncan Démission le 22 juin 2017              | Écosse                   |       | Conservateurs                                        | CRE                                          | 13 février 1973    | Dundee                  |       |
| Nosheena Mobarik À partir du 8 septembre 2017     | Écosse                   |       | Conservateurs                                        | CRE                                          | 16 octobre 1957    | Drapeau du Pakistan     |       |
| Bill Etheridge                                    | Midlands de l'Ouest      |       | UKIP                                                 | ELDD                                         | 18 mars 1970       | Wolverhampton           |       |
| Nigel Farage                                      | Angleterre du Sud-Est    |       | UKIP                                                 | ELDD                                         | 3 avril 1964       | Downe                   |       |
| Ray Finch                                         | Angleterre du Sud-Est    |       | UKIP                                                 | ELDD                                         | 2 juin 1963        | Liverpool               |       |
| Vicky Ford Démission le 8 juin 2017               | Angleterre de l'Est      |       | Conservateurs                                        | CRE                                          | 21 septembre 1967  | Omagh                   |       |
| John Flack À partir du 28 juin 2017               | Angleterre de l'Est      |       | Conservateurs                                        | CRE                                          | 3 juin 1957        | Romford                 |       |
| Jacqueline Foster                                 | Angleterre du Nord-Ouest |       | Conservateurs                                        | CRE                                          | 30 décembre 1947   | Liverpool               |       |
| Ashley Fox                                        | Angleterre du Sud-Ouest  |       | Conservateurs                                        | CRE                                          | 15 novembre 1969   | Royal Sutton Coldfield  |       |
| Neena Gill                                        | Midlands de l'Ouest      |       | Labour                                               | S&D                                          | 24 décembre 1956   | Ludhiana                |       |
| Julie Girling                                     | Angleterre du Sud-Ouest  |       | Conservateurs                                        | CRE (2014-2018) PPE (depuis mars 2018)       | 21 décembre 1956   | Londres                 |       |
| Theresa Griffin                                   | Angleterre du Nord-Ouest |       | Labour                                               | S&D                                          | 11 décembre 1962   | Coventry                |       |
| Daniel Hannan                                     | Angleterre du Sud-Est    |       | Conservateurs                                        | CRE                                          | 1er septembre 1971 | Lima                    |       |
| Roger Helmer (démissionne le 31 juillet 2017)     | Midlands de l'Est        |       | UKIP                                                 | ELDD                                         | 25 janvier 1944    | Londres                 |       |
| Jonathan Bullock À partir du 1er août 2017)       | Midlands de l'Est        |       | UKIP                                                 | ELDD                                         | 3 mars 1963        | Nottingham              |       |
| Mary Honeyball                                    | Londres                  |       | Labour                                               | S&D                                          | 12 novembre 1952   | Weymouth                |       |
| Mike Hookem                                       | Yorkshire-et-Humber      |       | UKIP                                                 | ELDD                                         | 9 octobre 1953     | Kingston upon Hull      |       |
| Richard Howitt (démissionne le 1er novembre 2016) | Angleterre de l'Est      |       | Labour                                               | S&D                                          | 5 avril 1961       | Reading (Berkshire)     |       |
| Alex Mayer (À partir du 15 novembre 2016)         | Angleterre de l'Est      |       | Labour                                               | S&D                                          | 2 juin 1981        | High Wycombe            |       |
| Ian Hudghton                                      | Écosse                   |       | SNP                                                  | Verts/ALE                                    | 19 septembre 1951  | Forfar                  |       |
| Diane James                                       | Angleterre du Sud-Est    |       | UKIP (2014-2016) Indépendante (depuis 2016)          | ELDD (2014-2016) NI (depuis novembre 2016)   | 20 novembre 1959   | Bedford                 |       |
| Syed Kamall                                       | Londres                  |       | Conservateurs                                        | CRE                                          | 15 février 1967    | Londres                 |       |
| Sajjad Karim                                      | Angleterre du Nord-Ouest |       | Conservateurs                                        | CRE                                          | 11 juillet 1970    | Blackburn               |       |
| Afzal Khan (démissionne le 8 juin 2017)           | Angleterre du Nord-Ouest |       | Labour                                               | S&D                                          | 5 avril 1958       | Jhelum                  |       |
| Wajid Khan (À partir du 29 juin 2017)             | Angleterre du Nord-Ouest |       | Labour                                               | S&D                                          | 15 octobre 1979    | Burnley                 |       |
| Timothy Kirkhope (démissionne le 5 octobre 2016)  | Angleterre de l'Est      |       | Conservateurs                                        | CRE                                          | 29 avril 1945      | Newcastle upon Tyne     |       |
| John Procter (À partir du 17 novembre 2016)       | Angleterre de l'Est      |       | Conservateurs                                        | CRE                                          | 7 novembre 1966    | Kingston upon Hull      |       |
| Judith Kirton-Darling                             | Angleterre du Nord-Est   |       | Labour                                               | S&D                                          | 2 juin 1977        | Dar es Salam            |       |
| Jean Lambert                                      | Londres                  |       | The Greens                                           | Verts/ALE                                    | 1er juin 1950      | Thurrock                |       |
| William Legge                                     | Angleterre du Sud-Ouest  |       | UKIP                                                 | ELDD                                         | 23 septembre 1949  | Londres                 |       |
| Andrew Lewer (démissionne le 8 juin 2017)         | Midlands de l'Est        |       | Conservateurs                                        | CRE                                          | 18 juillet 1971    | Burnley                 |       |
| Rupert Matthews (À partir du 29 juin 2017)        | Midlands de l'Est        |       | Conservateurs                                        | CRE                                          | 5 décembre 1961    | Dorking                 |       |
| David Martin                                      | Écosse                   |       | Labour                                               | S&D                                          | 26 août 1954       | Édimbourg               |       |
| Linda McAvan                                      | Yorkshire-et-Humber      |       | Labour                                               | S&D                                          | 2 décembre 1962    | Bradford                |       |
| Emma McClarkin                                    | Midlands de l'Est        |       | Conservateurs                                        | CRE                                          | 9 octobre 1978     | Stroud                  |       |
| Anthea McIntyre                                   | Midlands de l'Ouest      |       | Conservateurs                                        | CRE                                          | 29 juin 1954       | Londres                 |       |
| Clare Moody                                       | Angleterre du Sud-Ouest  |       | Labour                                               | S&D                                          | 30 octobre 1965    | Chipping Norton         |       |
| Claude Moraes                                     | Londres                  |       | Labour                                               | S&D                                          | 22 octobre 1965    | Aden                    |       |
| Paul Nuttall                                      | Angleterre du Nord-Ouest |       | UKIP                                                 | ELDD                                         | 30 novembre 1976   | Bootle                  |       |
| Patrick O'Flynn                                   | Angleterre de l'Est      |       | UKIP                                                 | ELDD                                         | 29 août 1965       | Cambridge               |       |
| Margot Parker                                     | Midlands de l'Est        |       | UKIP                                                 | ELDD                                         | 24 juillet 1943    | Grantham                |       |
| Julia Reid                                        | Angleterre du Sud-Ouest  |       | UKIP                                                 | ELDD                                         | 16 juillet 1952    | Londres                 |       |
| Molly Scott Cato                                  | Angleterre du Sud-Ouest  |       | The Greens                                           | Verts/ALE                                    | 21 mai 1963        | Stroud                  |       |
| Jill Seymour                                      | Midlands de l'Ouest      |       | UKIP                                                 | ELDD                                         | 8 mai 1958         | Cosford                 |       |
| Siôn Simon                                        | Midlands de l'Ouest      |       | Labour                                               | S&D                                          | 23 décembre 1968   | Doncaster               |       |
| Alyn Smith                                        | Écosse                   |       | SNP                                                  | Verts/ALE                                    | 15 septembre 1973  | Glasgow                 |       |
| Catherine Stihler                                 | Écosse                   |       | Labour                                               | S&D                                          | 30 juillet 1973    | Bellshill               |       |
| Charles Tannock                                   | Londres                  |       | Conservateurs                                        | CRE                                          | 25 septembre 1957  | Aldershot               |       |
| Keith Taylor                                      | Angleterre du Sud-Est    |       | The Greens                                           | Verts/ALE                                    | 1er août 1953      | Southend-on-Sea         |       |
| Geoffrey Van Orden                                | Angleterre de l'Est      |       | Conservateurs                                        | CRE                                          | 10 avril 1945      | Waterlooville           |       |
| Julie Ward                                        | Angleterre du Nord-Ouest |       | Labour                                               | S&D                                          | 7 mars 1957        | Ripon                   |       |
| Glenis Willmott (Démissionne le 2 octobre 2017)   | Midlands de l'Est        |       | Labour                                               | S&D                                          | 4 mars 1951        | Horden                  |       |
| Rory Palmer (À partir du 3 octobre 2017)          | Midlands de l'Est        |       | Labour                                               | S&D                                          | 19 novembre 1981   | Worksop                 |       |
| Steven Woolfe                                     | Angleterre du Nord-Ouest |       | UKIP (2014-2016) Indépendant (depuis 2016)           | ELDD (2014-2016) NI (depuis octobre 2016)    | 6 octobre 1967     | Manchester              |       |
| Jill Evans                                        | Pays de Galles           |       | Plaid Cymru                                          | Verts/ALE                                    | 8 mai 1959         | Ystrad Rhondda          |       |
| Nathan Gill                                       | Pays de Galles           |       | UKIP                                                 | ELDD                                         | 6 juillet 1973     | Kingston upon Hull      |       |
| Kay Swinburne                                     | Pays de Galles           |       | Conservateurs                                        | CRE                                          | 8 juin 1967        | Aberystwyth             |       |
| Derek Vaughan                                     | Pays de Galles           |       | Labour                                               | S&D                                          | 2 mai 1961         | Neath                   |       |
| Martina Anderson                                  | Irlande du Nord          |       | Sinn Féin                                            | GUE/NGL                                      | 16 avril 1962      | Derry                   |       |
| Diane Dodds                                       | Irlande du Nord          |       | Parti unioniste démocrate                            | NI                                           | 16 août 1958       | Rathfriland             |       |
| Jim Nicholson                                     | Irlande du Nord          |       | Parti unioniste d'Ulster                             | CRE                                          | 29 janvier 1949    | Armagh                  |       |